# Призма Сін-аххе-еріба
Призма Сін-аххе-еріба або аннали Сін-аххе-еріба — шестигранна глиняна призма з аккадським клинописним написом про правління ассирійського царя Сін-аххе-еріба. Всього знайдено три примірники, що майже збігаються розмірами й текстами. Висота призм — 38 см, ширина — 14 см. Усі створені за часів правління Сін-аххе-еріба. Датовані 689—691 роками до н. е.
Текст на шести сторонах призми розповідає про походи Сін-аххе-еріба, зокрема, про похід на Юдею й сусідні царства. Аннали Сін-аххе-еріба є поза-біблійним підтвердженням оповідань Танаха про облогу Єрусалима за часів царя Юдеї Єзекії.
Перший із знайдених примірників призми, призма Тейлора, був віднайдений англійським полковником Тейлором 1830 року серед руїн Ніневії, столиці Ассирії. Призма була знайдена ще до розшифрування аккадського клинопису та стала одним з перших предметів вивчення ассирології.
Нині призма Тейлора міститься у Британському музеї в Лондоні, два інших примірники зберігаються в музеї Чиказького університету та в Музеї Ізраїлю.